# Udjar
Udjar (în azeră Ucar) este un oraș din Azerbaidjan.